# Robert Hoskins
Robert Philip Hoskins (geboren am 26. Mai 1933 in Lyons Falls, New York; gestorben am 1. Juni 1993 bei Albany, New York) war ein amerikanischer Science-Fiction-Autor und -Herausgeber.

## Leben
Hoskins war der Sohn des Bauhandwerkers Frederic M. Hoskins und von Irene Hoskins, geborene Clune.
Von 1951 bis 1952 studierte er Pädagogik am Albany State College und arbeitete anschließend bis 1964 in der Familienfirma.
Danach wurde er Erzieher und arbeitete bis 1966 als Angestellter des New York State Department of Mental Hygiene als Betreuer in einem Behindertenheim, der Wassaic State School for the Retarded, danach bis 1968 im Brooklyn Home for Children.
1967 wurde er Literaturagent bei der Scott Meredith Literary Agency, 1973 Herausgeber bei Lancer Books, wo er die SF-Taschenbuchreihe betreute. Seit 1973 war er freier Schriftsteller und Herausgeber.
1958 war eine erste Kurzgeschichte erschienen, von Bedeutung für die SF war Hoskins in den folgenden Jahren aber vor allem als verantwortlicher Herausgeber der SF-Reihe von Lancer und als Herausgeber von Anthologien. Hier sind insbesondere die fünf Bände der Infinity-Anthologien (1970–1973) zu erwähnen.
Ab 1972 begann er Romane zu schreiben, zunächst mehrere Romane unter den Pseudonymen Grace Corren und Susan Jennifer, etwa die Zeitreise-Fantasy-Geschichte Evil in the Family (1972), sowie Gothic und Weird Fiction.
Als SF zu erwähnen wäre der in einer fernen Zukunft angesiedelte Roman The Shattered People (1975) und der dreibändige Stars-Zyklus, der über große Zeiträume die Geschichte einer Gruppe von durch Sprungportale verbundener Zivilisationen erzählt.
Hoskins starb 1993 im Alter von 60 Jahren.

## Bibliographie
Stars-Zyklus
- 1 Master of the Stars (1976)
- 2 To Control the Stars (1977)
- 3 To Escape the Stars (1978)

Romane
- Evil in the Family (1972, als Grace Corren)
- The Shattered People (1975)
- Tomorrow’s Son (1977)
- Jack-in-the-Box Planet (1978)
- Legacy of the Stars (1979, als John Gregory)
- The Night Runner: The Gemini Run (1979, als Michael Kerr)
- The Attic Child (1979, als Grace Corren)

Kurzgeschichten
- Feet of Clay (1958, als Phillip Hoskins)
- Weapon Master (1961)
- A World for Me (1961)
- Morpheus (1961)
- Second Chance (1962)
- The Problem Makers (1963) also appeared as:
- The Man Who Liked (1968)
- Reason for Honor (1969)
- The Kelly’s Eye (1975)
- The Mountain (1975)
- Pop Goes the Weasel (1975)
- The Ghosts of Earth (1976)
- The Island of Dr. Moreau (1978, mit H. G. Wells, als Michael Kerr)

Sachliteratur
- Writing Popular Fiction (1972, mit Dean R. Koontz[1])

Anthologien (als Herausgeber)
- First Step Outward (1969)
- The Stars Around Us (1970)
- Swords Against Tomorrow (1970)
- Infinity 1–5 (1970–1973)
- Tomorrow I (1971)
- The Far-Out People (1971)
- Strange Tomorrows (1972)
- Wondermakers 1–2 (1972, 1974)
- The Edge of Never: Classic and Contemporary Tales of the Supernatural (1973)
- The Liberated Future: Voyages Into Tomorrow (1974)
- The Future Now (1977)
- Against Tomorrow (1979)